# تسويق بالتقطير
التسويق بالتقطير هو إستراتيجية تواصل ترسل، أو «تقطر»، مجموعة من الرسائل المكتوبة مسبقًا إلى العملاء أو العملاء المحتملين مع الوقت. عادة ما تأخذ هذه الرسائل شكل التسويق عبر البريد الإلكتروني، على الرغم من إمكانية استخدام وسائل الإعلام الأخرى. يختلف التسويق بالتقطير عن أنواع التسويق باستخدام قواعد البيانات لسببين: 1- يتبع توقيت الرسائل مسارًا محددًا بشكل مسبق، 2- تُرسَل الرسائل على شكل سلسلة توافق سلوكًا أو حالة معينة للمستقبل. التسويق بالتقطير آلي غالبًا.

## وسائل الإعلام
البريد الإلكتروني. أكثر أشكال التسويق بالتقطير شيوعًا هو التسويق عبر البريد الإلكتروني، بسبب التكلفة المنخفضة المرتبطة بإرسال عدة رسائل مع الوقت. يُستخدم التسويق بالتقطير عبر البريد الإلكتروني عادة مع نموذج (الويب) بطريقة تُسمى بالمجيب الآلي.
البريد المباشر. طوِّر نظام البريد المباشر، على الرغم من ارتفاع كلفته، ويتيح استخدام تقنيات التسويق بالتقطير عن طريق استخدام البريد العادي. تعتمد هذه التقنية على الطباعة الرقمية، إذ تكون تكاليف الطباعة بأحجام صغيرة منخفضة، ومن الممكن دمج البيانات المتنوعة لإضفاء الطابع الشخصي على كل رسالة.
وسائل التواصل الاجتماعي. طُبقت مبادئ التسويق بالتقطير في العديد من الأدوات التسويقية لمواقع التواصل الاجتماعي لجدولة سلسلة من التحديثات.

## جذب العملاء المحتملين
من الممكن استخدام التسويق بالتقطير ليكون أحد مهام عملية التسويق بالتقطير والتأهيل. يشكل التسويق بالتقطير طريقة متابعة آلية من الممكن أن تعزز أو تحل محل المتابعة الشخصية للعملاء. ابتكر كل من بيل بريستينر وجيم سيسيل هذا الأسلوب عام 1992، ويُعرف أيضًا باسم خطة العمل التي استُخدمت في نظام يُدعى وين سيلز (بالإنجليزية: WinSales). يُسجَل العملاء المحتملين بشكل تلقائي في حملة خاصة بالتسويق بالتقطير تُدعى بالمجيب الآلي، وترسَل رسائل مرتبطة باتخاذ إجراءات لتحسين الأشياء التي جذبت العملاء. يُعرف هذا الأسلوب أيضًا باسم احتضان العملاء المحتملين.
تُعتبر الآلية والكفاءة من بين المزايا التي يوفرها هذا الأسلوب، بالإضافة إلى القدرة المستمرة على الاستجابة المباشرة. دمجت مواقع التجارة الإلكترونية الذكية هذا النوع من الحملات التقطيرية مع عربات التسوق غير المشتراة. المراسلة المستمرة مرتبطة بالمحتويات التي توقف المشتري عن ابتياعها، وتحتوي أفعال استجابة مباشرة (على سبيل المثال، اشتر الآن).
بينما يُعتبر السلوك غير الشخصي في المتابعة من مساوئ هذا الأسلوب. في حال عدم تقديم طريقة متابعة شخصية أو تقليدية، ستكون معدلات الاستجابة لعملية المتابعة الآلية هذه أقل من معدلات المبيعات الشخصية. يبرَّر معدل الاستجابة المنخفض عادة بالحجم والكفاءة اللذان يمكن من خلالهما التعرف على الزبائن المحتملين والوصول إليهم.

## عملية البيع
يُطبق التسويق بالتقطير بشكل شائع باعتباره أداة بيع، خصوصًا في دورات المبيعات الطويلة (بضائع ذات ثمن مرتفع أو مبيعات على مستوى المؤسسة). في الحالات التي من الممكن أن تحول فيها المتابعة المستمرة من إيقاف البيع، تقدم الطرق التي تتبع التسويق بالتقطير القدرة على إبقاء المنتج في ذهن المستهلك واتخاذ إجراءات سريعة دون تعريض العلاقة للخطر.

## اشتقاق التسمية
يُقال إن عبارة «التسويق بالتقطير» تنحدر من «الري بالتنقيط»، وهي تقنية تُستخدم في الزراعة والبستنة تُقدم فيها كميات قليلة من الماء للنباتات خلال فترات طويلة من الزمن.